# Zambrów (stacja kolejowa)
Zambrów – zlikwidowana stacja kolejowa w Zambrowie, w województwie podlaskim, w Polsce. Stacja kolejowa została otwarta w 1958 roku. 26 maja 1962 roku zawieszono obsługę ruchu pasażerskiego. Od tego momentu funkcjonowała jako stacja towarowa do lipca 1998 kiedy stację zamknięto. W czerwcu 2010 roku rozebrano budynek stacji oraz tory kolejowe.